# Hermann Richter
Pour les articles homonymes, voir Richter.
Hermann Richter (29 janvier 1903 à Dieuze - 19 avril 1982 à Überlingen) est un expert financier et consultant industriel allemand.

## Biographie
Hermann Richter voit le jour en 1903 à Dieuze, dans le district de Lorraine, pendant l'annexion allemande. Après son Abitur, le jeune Hermann fait un stage à la Rheinische Kreditbank à Fribourg-en-Brisgau. Il suit ensuite une formation en gestion financière et gestion des ressources humaines. En 1925, il obtient un diplôme supérieur spécialisé en économie, puis prépare un Doctorat en sciences politiques. De 1926 à 1928, il travaille comme journaliste économique à Berlin pour le Buchwalds Börsen-Berichte et le Plutus-Briefe zur Fortbildung von Bankbeamten. En 1928, il est l'auteur de Das Problem der Erfolgsspaltung. 
Hermann Richter devient ensuite auditeur et vérificateur financier pour Die Deutsche Revisions- und Treuhand AG à Berlin, avant de travailler pour la Darmstädter und Nationalbank, puis pour la Dresdner Bank, où il est nommé fondé de pouvoir plénipotentiaire en 1941. En 1942, il devient gestionnaire de la Henkel & Cie. GmbH. En 1947, Richter quitte ses fonctions de gestionnaire pour ouvrir un cabinet d'expertise, dans le domaine de l'industrie. Restant en relation avec la Dresdner Bank, il poursuit ses activités de conseil. En 1952, il est nommé Président du Conseil de surveillance de la Dresdner Bank. De 1972 à 1978, Richter assure la présidence du Conseil de la Dresdner Bank. 
Hermann Richter décéda le 19 avril 1982, à Überlingen, dans le Bade-Wurtemberg.

## Publications
- Das Problem der Erfolgsspaltung, Gloeckner, Leipzig, 1928
- Amsterdam als internationale Finanzplatz, in: Der dt. Volkswirt v. 17.5.1929;
- Zur Frage d. Organisation d. Steuergutscheinverkehrs, in: Bankarchiv 15, 1939 (pp.388-90) ;
- Rationalisierung durch Gemeinschaftsarbeit, ebd. 10, 1942 (pp.193-95).

## Sources
- Bruno Jahn (dir): Die deutschsprachige Presse. Ein biographisch-bibliographisches Handbuch, K. G. Saur Verlag, Munich, 2005 (p.868).
- Cornelia Erbe : "Richter, Hermann" in: Neue Deutsche Biographie 21, 2003, p. 532 (en ligne)